# أراغون (جورجيا)
أراغون (بالإنجليزية: Aragon, Georgia)‏ هي مدينة تقع في مقاطعة بولك، جورجيا بولاية جورجيا في الولايات المتحدة. تبلغ مساحة هذه المدينة  (كم²)، وترتفع عن سطح البحر 226 م، بلغ عدد سكانها 1249 نسمة في عام 2010 حسب إحصاء مكتب تعداد الولايات المتحدة.

## وصلات خارجية
- Cities & Counties - Georgia.gov